# Хинкли
Хинкли (на английски: Hinckley) е град в югозападната част на област Лестършър - Ийст Мидландс, Англия. Той е административен и стопански център на община „Хинкли и Босуърт“. Населението на града към 2001 година е 43 246 жители.

## География
Хинкли е разположен в най-южната част на общината, в непосредствена близост до границата с област Уорикшър. Най-големият град на областта - Лестър отстои на около 17 километра в североизточна посока. Приблизително на същото разстояние югозападно от града, в Уорикшър се намира агломерацията на Ковънтри.
В непосредствена близост югоизточно от града преминава Магистрала М69, свързваща Лестър с Ковънтри.

## Демография
Изменение на населението за период от две десетилетия 1981-2001 година:
| година    | 1981   | 1991   | 2001   |
| --------- | ------ | ------ | ------ |
| население | 35 510 | 40 608 | 43 246 |

## Известни личности
Родени в Хинкли
- Дейви Греъм (1940-2008), музикант